# Vegas Golden Knights
Vegas Golden Knights är en amerikansk ishockeyorganisation vars lag är baserad i Paradise i Nevada och som har varit medlemsorganiserade i National Hockey League (NHL) sedan den 23 juni 2016; de kom dock till spel från och med säsongen 2017–2018. Lagets hemmaarena är T-Mobile Arena och invigdes den 6 april 2016. Laget spelar i Pacific Division tillsammans med Anaheim Ducks, Calgary Flames, Edmonton Oilers, Los Angeles Kings, San Jose Sharks, Seattle Kraken och Vancouver Canucks.
Laget har vunnit Stanley Cup en gång och det var säsongen 2022–2023, då man vann finalserien över Florida Panthers med 4–1 i matcher.

## Historia
Den 23 juni 2016 meddelade NHL att staden Las Vegas skulle få ett expansionslag och bli den 31:a medlemsorganisationen i ishockeyligan; den senaste expansionen för NHL var sommaren 2000 när Columbus Blue Jackets och Minnesota Wild anslöts sig. Den 13 juli offentliggjordes det att ishockeyorganisationen hade anställt George McPhee som sin general manager. Han hade tidigare varit general manager för Washington Capitals mellan 1997 och 2014.
Den 22 november meddelade laget att man kommer heta Vegas Golden Knights och använda sig av mörkgrått, guld, rött och svart som sina lagfärger.
Den 6 mars 2017 blev det officiellt att man hade skrivit sitt första spelarkontrakt. Det var med forwarden Reid Duke från Brandon Wheat Kings i Western Hockey League (WHL).
Den 13 april meddelade Golden Knights att man hade anställt Gerard Gallant som lagets första tränare. Han har tidigare tränat NHL-organisationerna Columbus Blue Jackets och Florida Panthers.
Den 17 maj offentliggjorde laget att man hade ingått ett samarbete med Chicago Wolves i American Hockey League (AHL), där de spelare som inte tar plats i NHL-laget kommer att få spela för Wolves i AHL. Eftersom Golden Knights är en ny ishockeyorganisation i NHL, och därför inte kommer att ha tillräckligt med spelare att skicka till Wolves under de första åren, har St. Louis Blues, som har varit samarbetspartner med Wolves mellan 2013 och 2017, gått med på att fortsätta skicka spelare till dem för att fylla ut Wolves laguppställning. Den 1 juni meddelade Golden Knights att man hade valt Quad City Mallards i ECHL som sin sekundära samarbetspartner efter att ishockeylagen hade undertecknat ett mångårigt samarbetsavtal med varandra tidigare under dagen.

### Expansionsdraften 2017
Den 17 juni 2017 lämnade samtliga 30 existerande medlemsorganisationer in listor över vilka spelare som Golden Knights inte fick välja. Det var antingen en målvakt, tre backar och sju forwards eller en målvakt och åtta utespelare (fritt antal backar och forwards). Deras övriga spelare som inte var med på listorna blev tillgängliga i en expansionsdraft, där Golden Knights var tvungna att välja en spelare från samtliga medlemsorganisationer (totalt 30 spelare); minst antal per lagdel var tre målvakter, nio backar och 14 forwards. Ishockeyorganisationen hade fram till den 21 juni kl. 16:00 svensk tid att välja spelare, och de som valdes presenterades under NHL:s årliga prisutdelning i T-Mobile Arena.
- Målvakter: Jean-François Bérubé (New York Islanders), Marc-André Fleury (Pittsburgh Penguins), Calvin Pickard (Colorado Avalanche)
- Backar: Deryk Engelland (Calgary Flames), Jason Garrison (Tampa Bay Lightning), Aleksej Jemelin (Montreal Canadiens), Brayden McNabb (Los Angeles Kings), Jon Merrill (New Jersey Devils), Marc Methot (Ottawa Senators), Colin Miller (Boston Bruins), Griffin Reinhart (Edmonton Oilers), Luca Sbisa (Vancouver Canucks), David Schlemko (San Jose Sharks), Nate Schmidt (Washington Capitals), Clayton Stoner (Anaheim Ducks) och Trevor van Riemsdyk (Chicago Blackhawks)
- Forwards: Pierre-Édouard Bellemare (Philadelphia Flyers), Connor Brickley (Carolina Hurricanes) William Carrier (Buffalo Sabres), Cody Eakin (Dallas Stars), Erik Haula (Minnesota Wild), William Karlsson (Columbus Blue Jackets), Brendan Leipsic (Toronto Maple Leafs), Oscar Lindberg (New York Rangers), Jonathan Marchessault (Florida Panthers), James Neal (Nashville Predators), Tomáš Nosek (Detroit Red Wings), David Perron (St. Louis Blues), Teemu Pulkkinen (Arizona Coyotes) och Chris Thorburn (Winnipeg Jets)

En del medlemsorganisationer valde att ge bort tillgångar, både draftval och spelare, för att få Golden Knights att välja specifika spelare. Det var tio överenskommelser där sex spelare och tolv draftval skickades till Golden Knights. Listan nedan listar dock bara spelare och inga draftval.
- Anaheim Ducks skickade Shea Theodore för att de valde Clayton Stoner.[19]
- Columbus Blue Jackets skickade David Clarkson för att de valde William Karlsson.[20]
- Florida Panthers skickade Reilly Smith för att de valde Jonathan Marchessault.[21]
- Minnesota Wild skickade Alex Tuch för att de valde Erik Haula.[22]
- New York Islanders skickade Jake Bischoff och Michail Grabovskij för att de valde Jean-François Bérubé.[23]
- Tampa Bay Lightning skickade rättigheterna till Nikita Gusev för att de valde Jason Garrison.[24]

Vissa av spelarna som valdes, skulle bli kontraktslösa den 1 juli, och tre spelare valde att skriva på för andra medlemsorganisationer:
- Jean-François Bérubé skrev på för Chicago Blackhawks.[25]
- Connor Brickley skrev på för Florida Panthers.[26]
- Chris Thorburn skrev på för St. Louis Blues.[27]

General managern George McPhee hade innan draften meddelat att man hade för avsikt att välja en del spelare, i hopp om att skicka iväg dem till andra medlemsorganisationer i NHL (för att få fler framtida draftval och unga talanger till sig). Det är ett sätt för att bygga upp ishockeyorganisationens talangpool och att fylla trupperna hos sina samarbetspartners, främst hos Chicago Wolves i AHL. Golden Knights kunde plocka hem ytterligare fyra draftval i och med övergångarna. Listan nedan listar dock bara spelare och inga draftval.
- Trevor van Riemsdyk blev skickad till Carolina Hurricanes.[30]
- David Schlemko blev skickad till Montreal Canadiens.[31]
- Marc Methot blev skickad till Dallas Stars mot målvakten Dylan Ferguson.[32]
- Aleksej Jemelin blev skickad till Nashville Predators.[33]
- Chicago Blackhawks skickade Marcus Krüger till Golden Knights för att de skulle välja Trevor van Riemsdyk, affären kunde dock inte slutföras förrän den 2 juli på grund av en utbetalning på $2 miljoner i signing bonus till Krüger.[34] Han blev dock snabbt bortskickad till Carolina Hurricanes.[35]

### Stanley Cup-spel

#### 2010-talet
- 2018 – Förlorade finalen mot Washington Capitals med 1–4 i matcher.
- 2019 – Förlorade i första ronden mot San Jose Sharks med 3–4 i matcher.

#### 2020-talet
- 2020 – Förlorade i andra ronden mot Dallas Stars med 1–4 i matcher.
- 2022 – Missade slutspel.
- 2023 – Vann finalen mot Florida Panthers med 4–1 i matcher.
  - Michael Amadio, Ivan Barbasjov, Teodors Bļugers, Laurent Brossoit, William Carrier, Jack Eichel, Nicolas Hague, Adin Hill, Brett Howden, Ben Hutton, William Karlsson, Phil Kessel, Keegan Kolesar, Jonathan Marchessault, Alec Martinez, Brayden McNabb, Alex Pietrangelo, Jonathan Quick, Nicolas Roy, Reilly Smith, Chandler Stephenson, Mark Stone (C), Shea Theodore, Zach Whitecloud – Bruce Cassidy
- 2024 – Förlorade i första ronden mot Dallas Stars med 3–4 i matcher.
- 2025 – Förlorade i andra ronden mot Edmonton Oilers med 1–4 i matcher.

## Arena
|  | Arenans namn   | Kapacitet | Stad                  | Byggkostnad   | Inflyttad | Utflyttad | Riven |
|  | -------------- | --------- | --------------------- | ------------- | --------- | --------- | ----- |
|  | T-Mobile Arena | 17 500    | Paradise, Nevada, USA | $375 miljoner | 2017      |           |       |

## Nuvarande spelartrupp

### Spelartruppen 2025/2026
Senast uppdaterad: 9 juli 2025.

Alla spelare som har kontrakt med Vegas Golden Knights och har spelat för dem under aktuell säsong listas i spelartruppen. Spelarnas löner är i amerikanska dollar och är vad de skulle få ut om de vore i NHL-truppen under hela grundserien (oktober–april). Löner i kursiv stil är ej bekräftade.
| Målvakter                                                                                     | Målvakter | Målvakter            | Målvakter            | Målvakter   | Målvakter | Målvakter | Målvakter      | Målvakter                | Målvakter | Målvakter |
| Nr                                                                                            |           | Namn                 | Namn                 | Lön 25/26   |           | Kontrakt  | Kom till laget | Kom ifrån                |           |           |
| --------------------------------------------------------------------------------------------- | --------- | -------------------- | -------------------- | ----------- | --------- | --------- | -------------- | ------------------------ | --------- | --------- |
| 32                                                                                            | Sverige   | Jesper Vikman        | Jesper Vikman        | $858 000    | [ 40 ]    | 2026      | 2023           | Vancouver Giants         |           |           |
| 33                                                                                            | Kanada    | Adin Hill            | Adin Hill            | $8 400 000  | [ 41 ]    | 2031      | 2022           | San Jose Sharks          |           |           |
| 35                                                                                            | Sverige   | Carl Lindbom         | Carl Lindbom         | $840 000    | [ 42 ]    | 2026      | 2024           | Färjestad BK             |           |           |
| 40                                                                                            | Schweiz   | Akira Schmid         | Akira Schmid         | $875 000    | [ 43 ]    | 2026      | 2024           | Henderson Silver Knights |           |           |
| --                                                                                            | Kanada    | Cameron Whitehead    | Cameron Whitehead    | $875 000    | [ 44 ]    | 2027      | 2025           | Northeastern Huskies     |           |           |
| Backar                                                                                        |           |                      |                      |             |           |           |                |                          |           |           |
| Nr                                                                                            |           | Namn                 | Namn                 | Lön 25/26   |           | Kontrakt  | Kom till laget | Kom ifrån                |           |           |
| 2                                                                                             | Kanada    | Zach Whitecloud      | Zach Whitecloud      | $2 750 000  | [ 45 ]    | 2028      | 2020           | Chicago Wolves           |           |           |
| 3                                                                                             | Kanada    | Brayden McNabb       | Brayden McNabb       | $4 650 000  | [ 46 ]    | 2028      | 2017           | Los Angeles Kings        |           |           |
| 6                                                                                             | Kanada    | Kaedan Korczak       | Kaedan Korczak       | $825 000    | [ 47 ]    | 2030      | 2024           | Henderson Silver Knights |           |           |
| 7                                                                                             | Kanada    | Alex Pietrangelo – A | Alex Pietrangelo – A | $10 000 000 | [ 48 ]    | 2027      | 2020           | St. Louis Blues          |           |           |
| 15                                                                                            | USA       | Noah Hanifin         | Noah Hanifin         | $9 500 000  | [ 49 ]    | 2032      | 2024           | Calgary Flames           |           |           |
| 15                                                                                            | Finland   | Christoffer Sedoff   | Christoffer Sedoff   | $870 000    | [ 50 ]    | 2026      | 2023           | Red Deer Rebels          |           |           |
| 17                                                                                            | Kanada    | Ben Hutton           | Ben Hutton           | $975 000    | [ 51 ]    | 2026      | 2021           | Toronto Maple Leafs      |           |           |
| 27                                                                                            | Kanada    | Shea Theodore        | Shea Theodore        | $9 500 000  | [ 52 ]    | 2032      | 2017           | Chicago Wolves           |           |           |
| 40                                                                                            | Kanada    | Lukas Cormier        | Lukas Cormier        | $775 000    | [ 53 ]    | 2026      | 2024           | Henderson Silver Knights |           |           |
| 95                                                                                            | USA       | Joe Fleming          | Joe Fleming          | $775 000    | [ 54 ]    | 2026      | 2022           | Cedar Rapids Roughriders |           |           |
| --                                                                                            | Kanada    | Dylan Coghlan        | Dylan Coghlan        | $775 000    | [ 55 ]    | 2026      | 2025           | Manitoba Moose           |           |           |
| --                                                                                            | Slovakien | Villiam Kmec         | Villiam Kmec         | $835 000    | [ 56 ]    | 2027      | 2024           | Prince George Cougars    |           |           |
| --                                                                                            | Kanada    | Jérémy Lauzon        | Jérémy Lauzon        | $2 000 000  | [ 57 ]    | 2026      | 2025           | Nashville Predators      |           |           |
| --                                                                                            | USA       | Jaycob Megna         | Jaycob Megna         | $800 000    | [ 58 ]    | 2027      | 2025           | Charlotte Checkers       |           |           |
| Forwards                                                                                      |           |                      |                      |             |           |           |                |                          |           |           |
| Nr                                                                                            |           | Namn                 | Pos                  | Lön 25/26   |           | Kontrakt  | Kom till laget | Kom ifrån                |           |           |
| 8                                                                                             | Kanada    | Mathieu Cataford     | C/HF                 | $855 000    | [ 59 ]    | 2028      | 2023           | Halifax Mooseheads       |           |           |
| 9                                                                                             | USA       | Jack Eichel – A      | C                    | $10 000 000 | [ 60 ]    | 2026      | 2021           | Buffalo Sabres           |           |           |
| 12                                                                                            | Tjeckien  | Jakub Brabenec       | C                    | $775 000    | [ 61 ]    | 2026      | 2023           | Charlottetown Islanders  |           |           |
| 13                                                                                            | Slovakien | Jakub Demek          | HF/C                 | $851 049    | [ 62 ]    | 2026      | 2023           | Kamloops Blazers         |           |           |
| 16                                                                                            | Ryssland  | Pavel Dorofejev      | VF/HF                | $1 600 000  | [ 63 ]    | 2026      | 2022           | Henderson Silver Knights |           |           |
| 19                                                                                            | Kanada    | Reilly Smith         | VF/HF                | $2 000 000  | [ 64 ]    | 2026      | 2025           | New York Rangers         |           |           |
| 20                                                                                            | USA       | Brandon Saad         | VF/HF                | $2 000 000  | [ 65 ]    | 2026      | 2025           | St. Louis Blues          |           |           |
| 21                                                                                            | Kanada    | Brett Howden         | C/VF                 | $3 000 000  | [ 66 ]    | 2030      | 2021           | New York Rangers         |           |           |
| 22                                                                                            | Kanada    | Cole Schwindt        | HF/C                 | $825 000    | [ 67 ]    | 2026      | 2024           | Calgary Wranglers        |           |           |
| 25                                                                                            | Tjeckien  | Matyáš Šapovaliv     | C                    | $775 000    | [ 68 ]    | 2027      | 2022           | Saginaw Spirit           |           |           |
| 28                                                                                            | USA       | Tanner Laczynski     | C                    | $775 000    | [ 69 ]    | 2026      | 2024           | Henderson Silver Knights |           |           |
| 36                                                                                            | Kanada    | Raphaël Lavoie       | HF/C                 | $775 000    | [ 70 ]    | 2026      | 2025           | Henderson Silver Knights |           |           |
| 38                                                                                            | Kanada    | Jordan Gustafson     | C                    | $857 500    | [ 71 ]    | 2027      | 2023           | Seattle Thunderbirds     |           |           |
| 46                                                                                            | Danmark   | Jonas Røndbjerg      | HF                   | $775 000    | [ 72 ]    | 2026      | 2024           | Henderson Silver Knights |           |           |
| 48                                                                                            | Tjeckien  | Tomáš Hertl          | C                    | $10 000 000 | [ 73 ]    | 2030      | 2024           | San Jose Sharks          |           |           |
| 49                                                                                            | Ryssland  | Ivan Barbasjov       | VF/C                 | $4 200 000  | [ 74 ]    | 2028      | 2023           | St. Louis Blues          |           |           |
| 55                                                                                            | Kanada    | Keegan Kolesar       | HF                   | $2 775 000  | [ 75 ]    | 2028      | 2020           | Chicago Wolves           |           |           |
| 61                                                                                            | Kanada    | Mark Stone – C       | HF                   | $8 000 000  | [ 76 ]    | 2027      | 2019           | Ottawa Senators          |           |           |
| 63                                                                                            | Kanada    | Ben Hemmerling       | HF                   | $842 500    | [ 77 ]    | 2027      | 2023           | Everett Silvertips       |           |           |
| 71                                                                                            | Sverige   | William Karlsson – A | C                    | $5 600 000  | [ 78 ]    | 2027      | 2017           | Columbus Blue Jackets    |           |           |
| --                                                                                            | Kanada    | Braeden Bowman       | HF                   | $837 500    | [ 79 ]    | 2027      | 2025           | Henderson Silver Knights |           |           |
| --                                                                                            | USA       | Trevor Connelly      | VF                   | $975 000    | [ 80 ]    | 2028      | 2025           | Providence Friars        |           |           |
| --                                                                                            | USA       | Jackson Hallum       | VF                   | $925 000    | [ 81 ]    | 2027      | 2025           | Michigan Wolverines      |           |           |
| --                                                                                            | Kanada    | Mitch Marner         | HF                   | $15 000 000 | [ 82 ]    | 2033      | 2025           | Toronto Maple Leafs      |           |           |
| --                                                                                            | Kanada    | Cole Reinhardt       | VF                   | $775 000    | [ 83 ]    | 2027      | 2025           | Belleville Senators      |           |           |
| --                                                                                            | Kanada    | Colton Sissons       | C/HF                 | $1 825 000  | [ 84 ]    | 2026      | 2025           | Nashville Predators      |           |           |
| --                                                                                            | Kanada    | Trent Swick          | VF                   | $850 000    | [ 85 ]    | 2028      | 2025           | Kitchener Rangers        |           |           |
| --                                                                                            | Kanada    | Kai Uchacz           | C                    | $845 000    | [ 86 ]    | 2027      | 2025           | Henderson Silver Knights |           |           |
| --                                                                                            | Finland   | Tuomas Uronen        | YF/C                 | $852 500    | [ 87 ]    | 2028      | 2025           | Kingston Frontenacs      |           |           |
| Positioner: C – HF – VF – YF \| C = Lagkapten; A = Assisterande lagkapten \| = Långtidsskadad |           |                      |                      |             |           |           |                |                          |           |           |

#### Spelargalleri

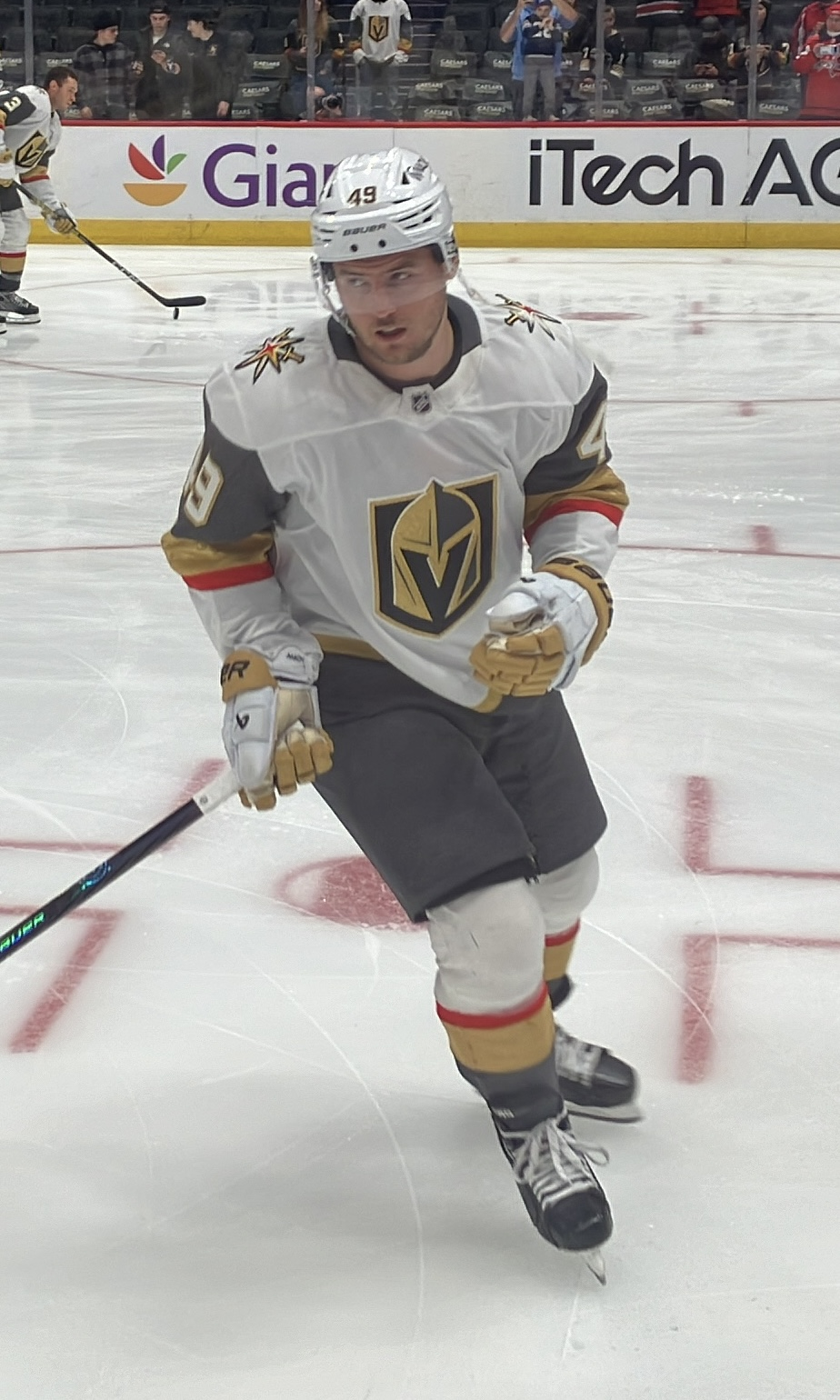
Ivan Barbasjov
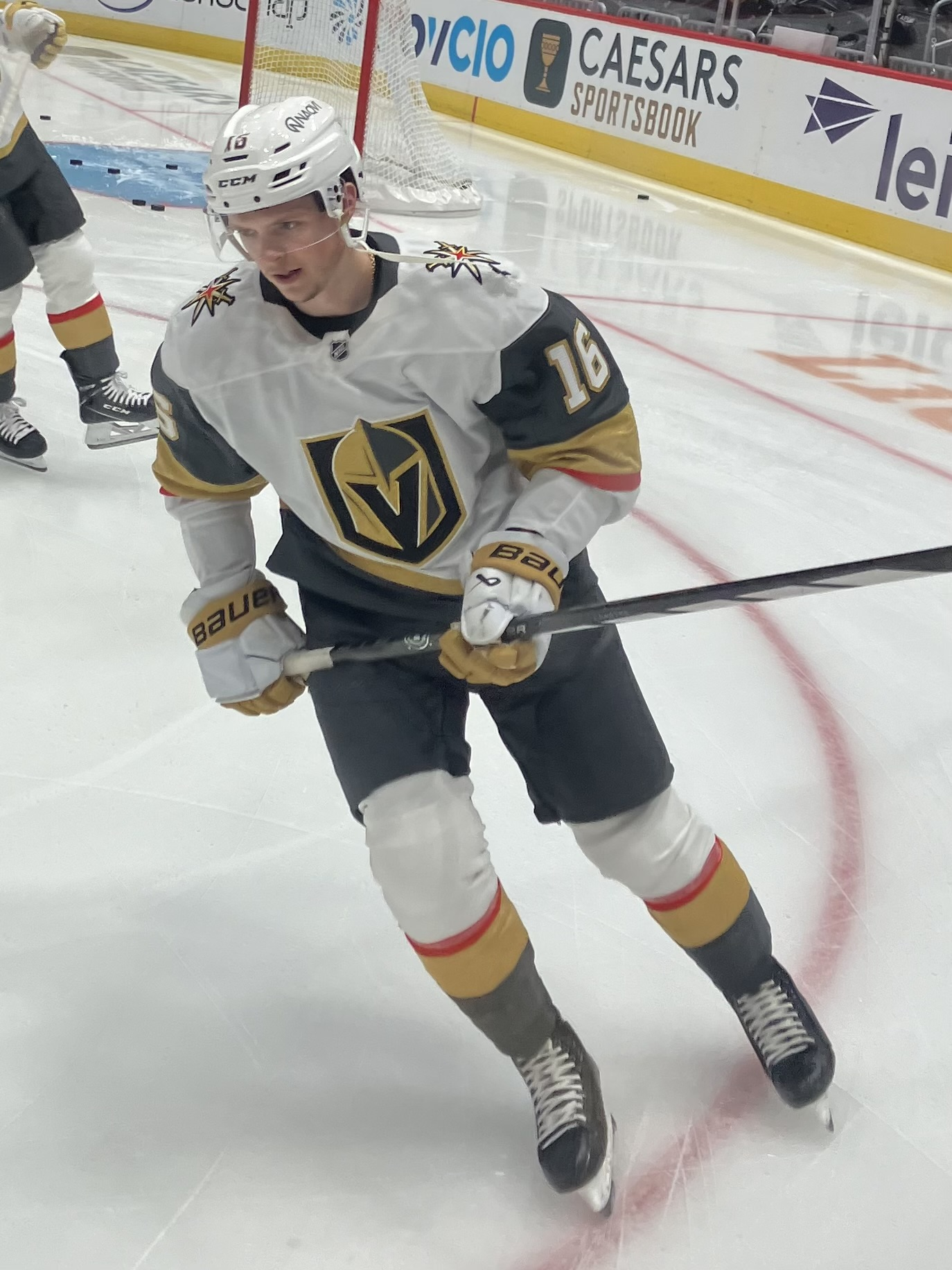
Pavel Dorofejev
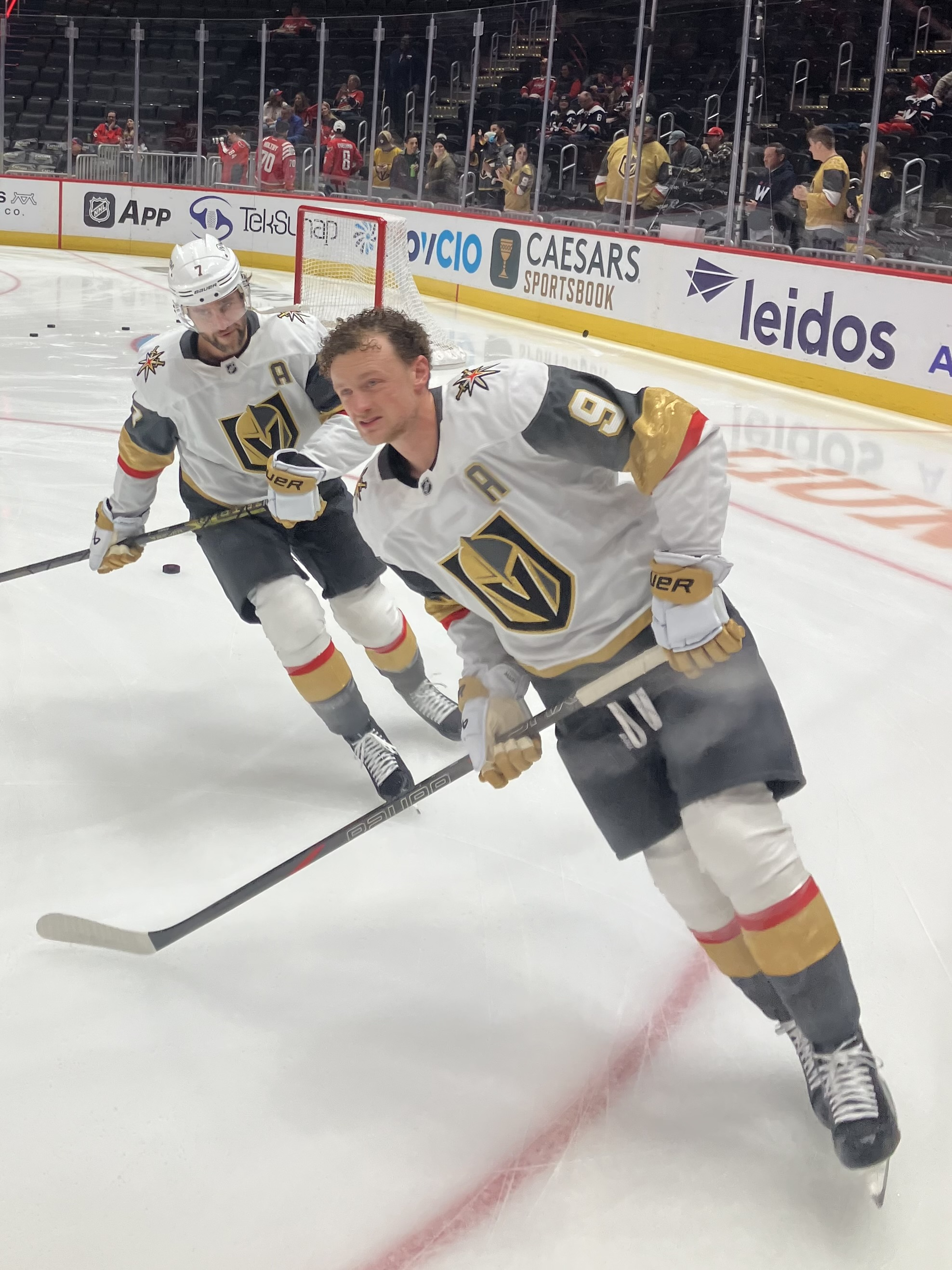
Jack Eichel
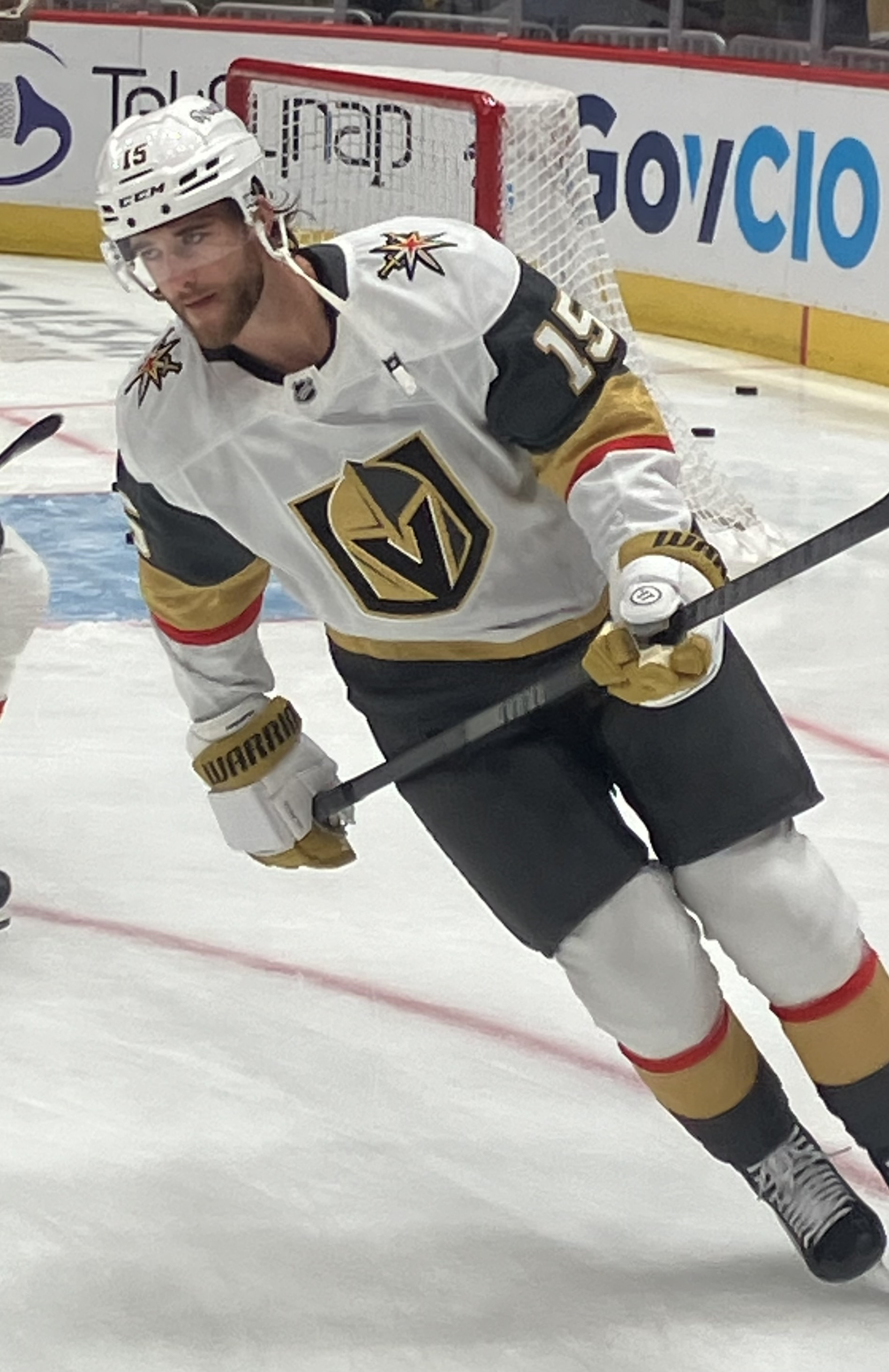
Noah Hanifin
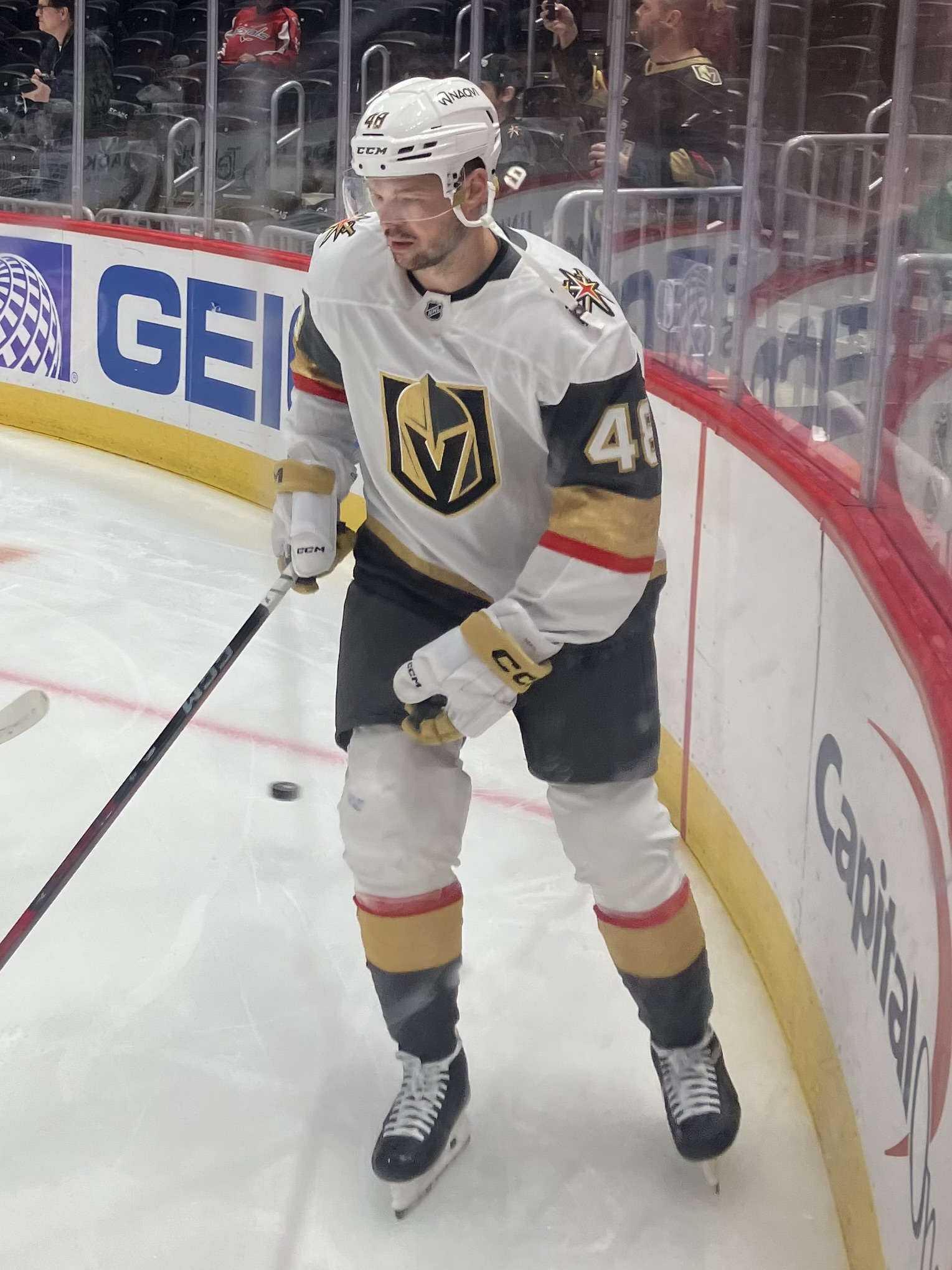
Tomáš Hertl
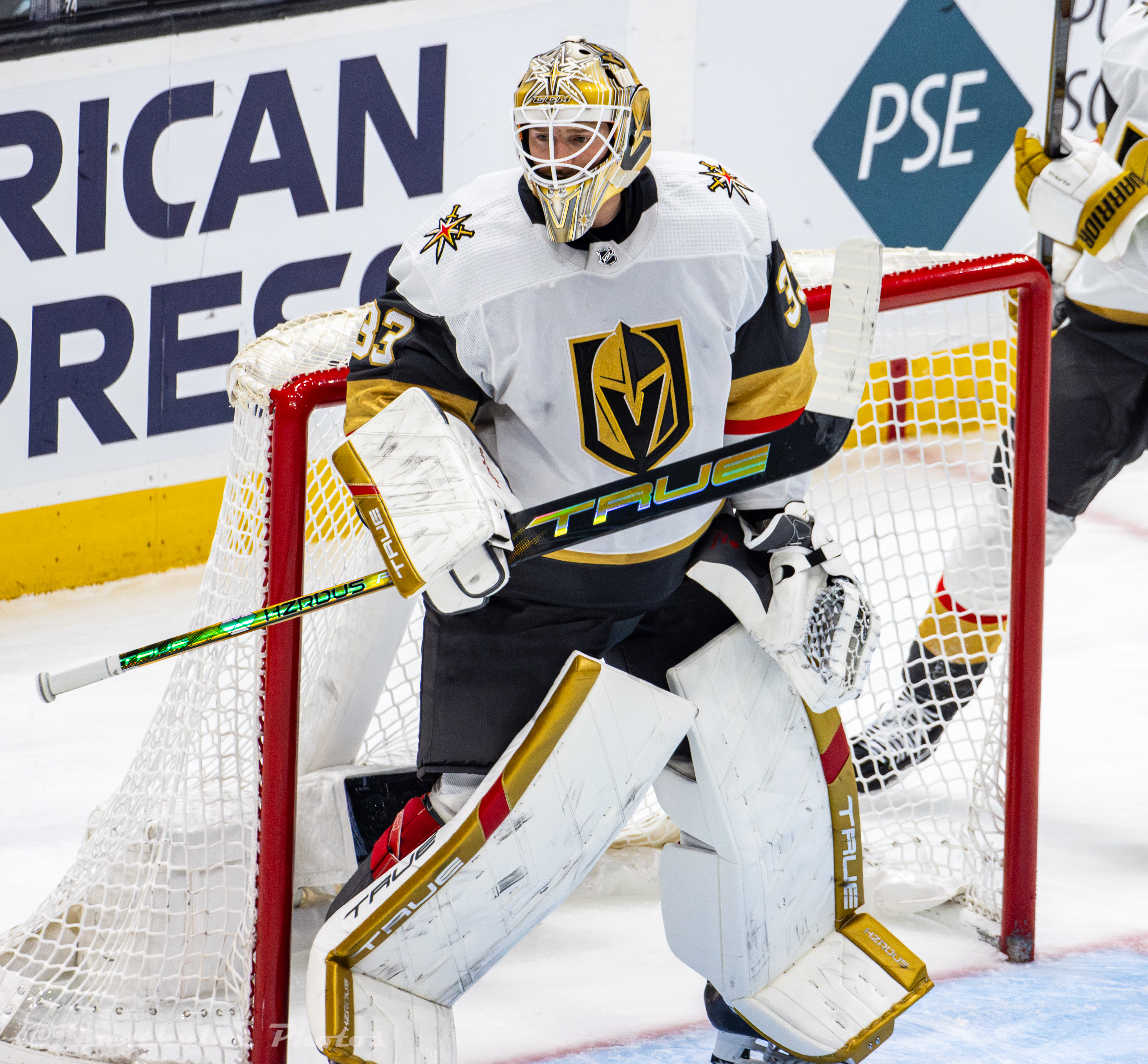
Adin Hill
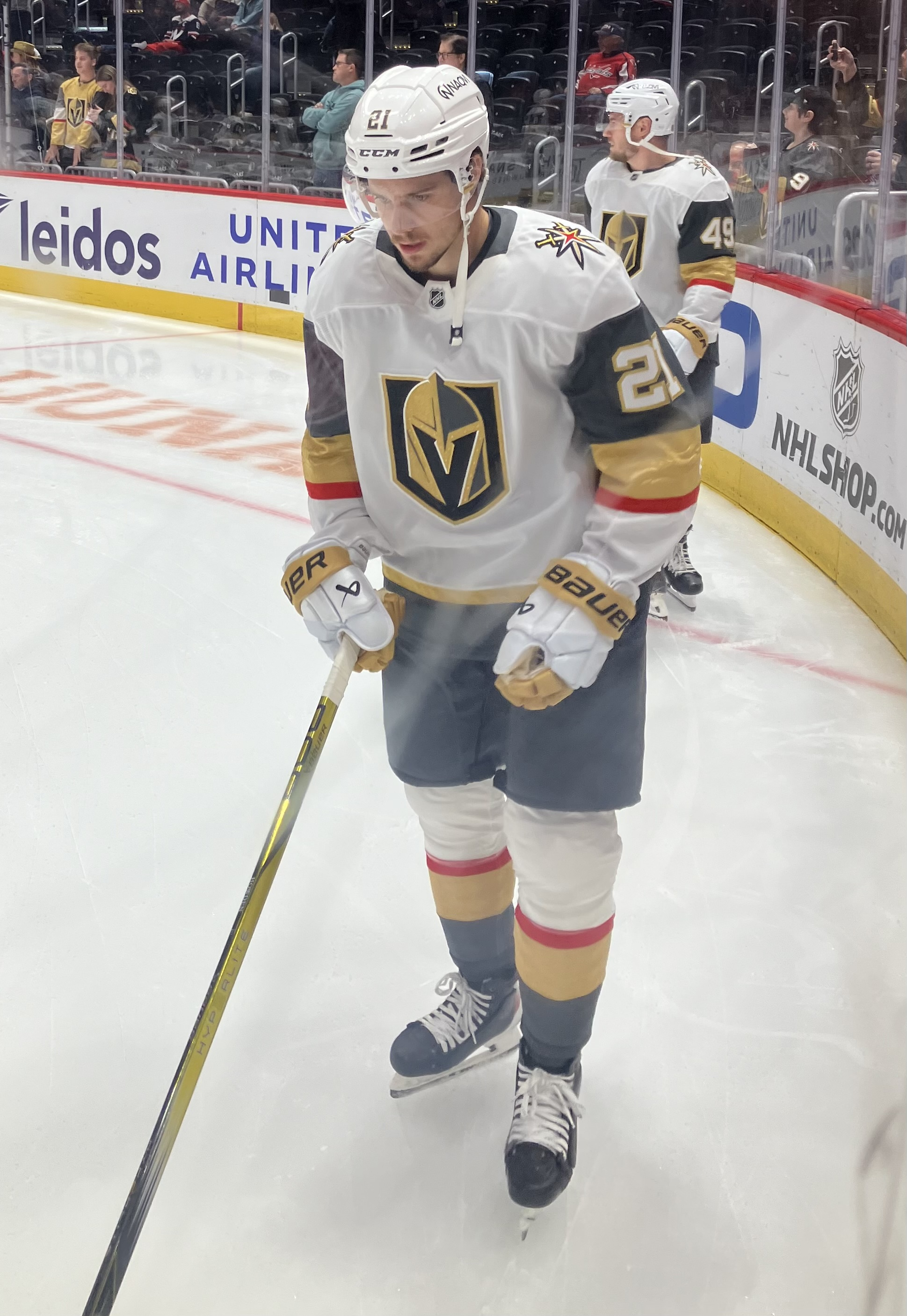
Brett Howden
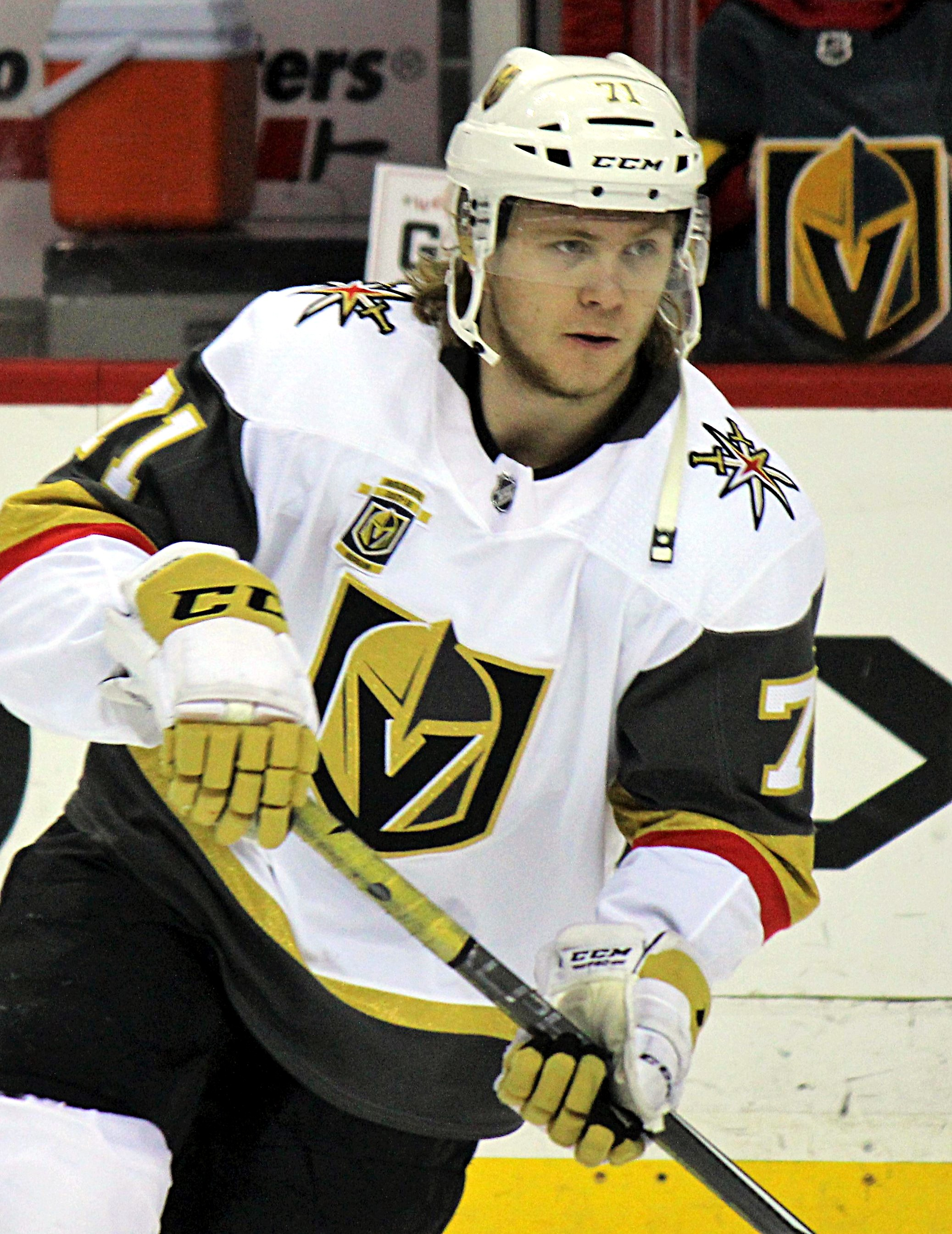
William Karlsson
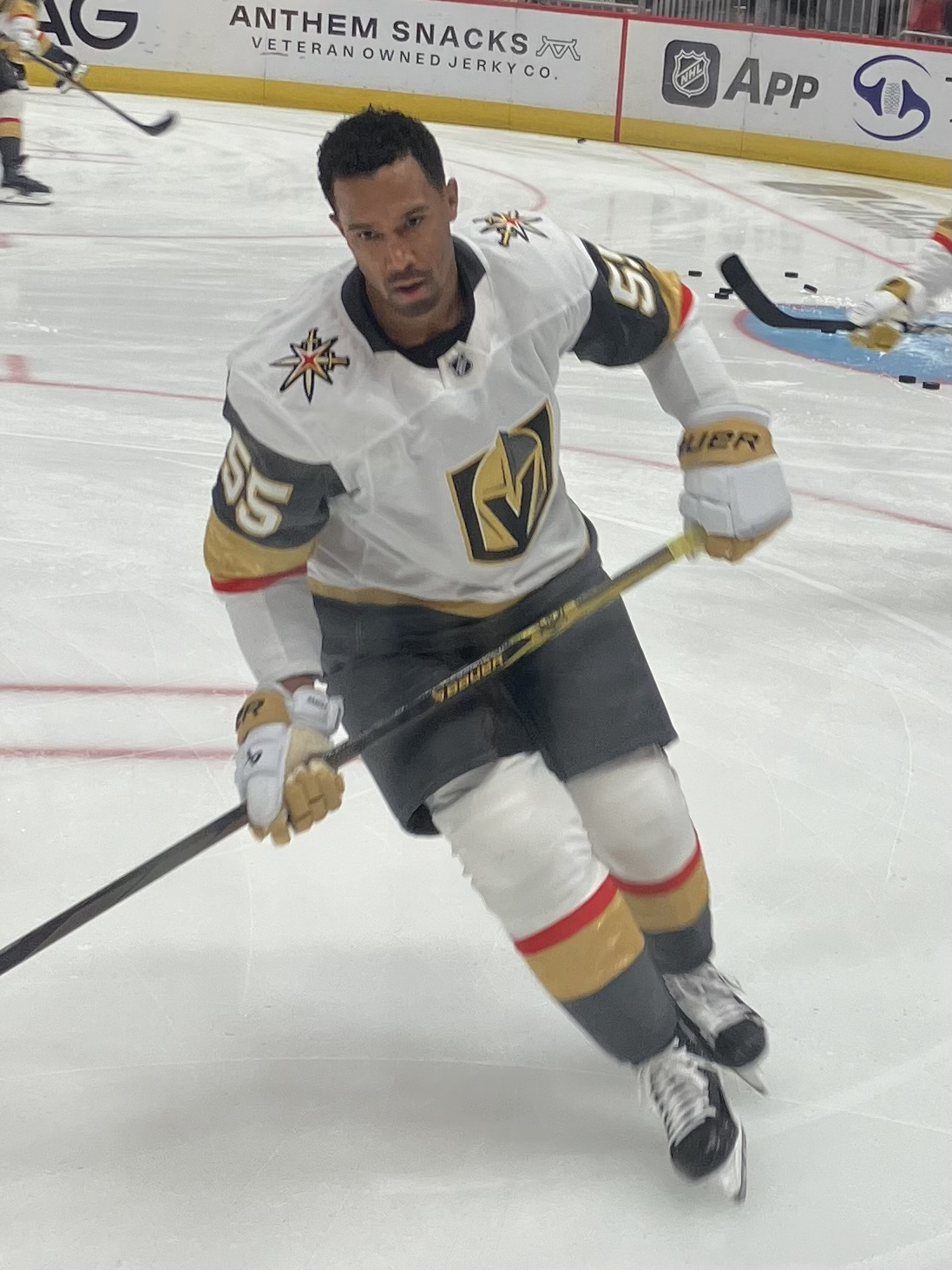
Keegan Kolesar
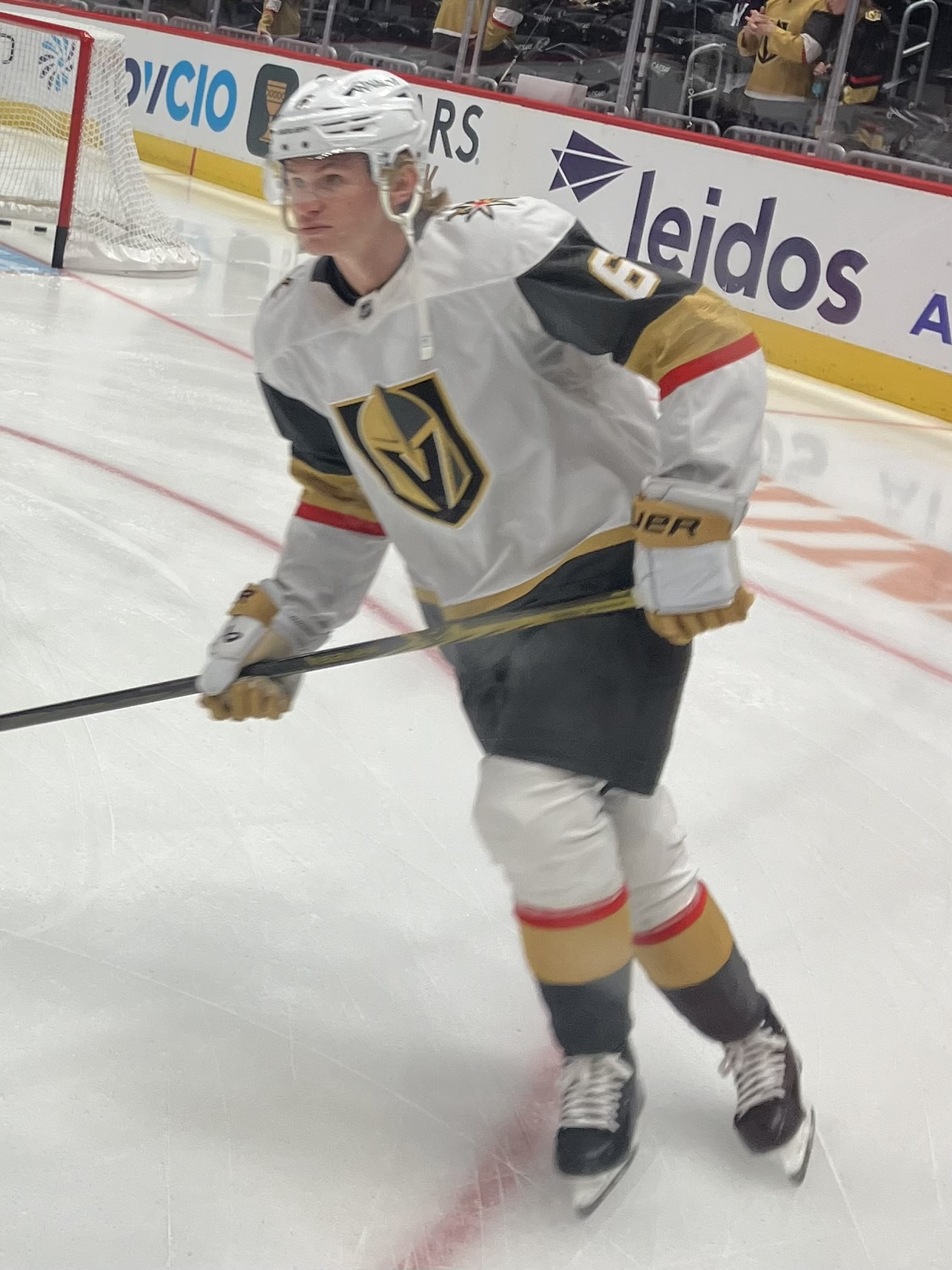
Kaedan Korczak
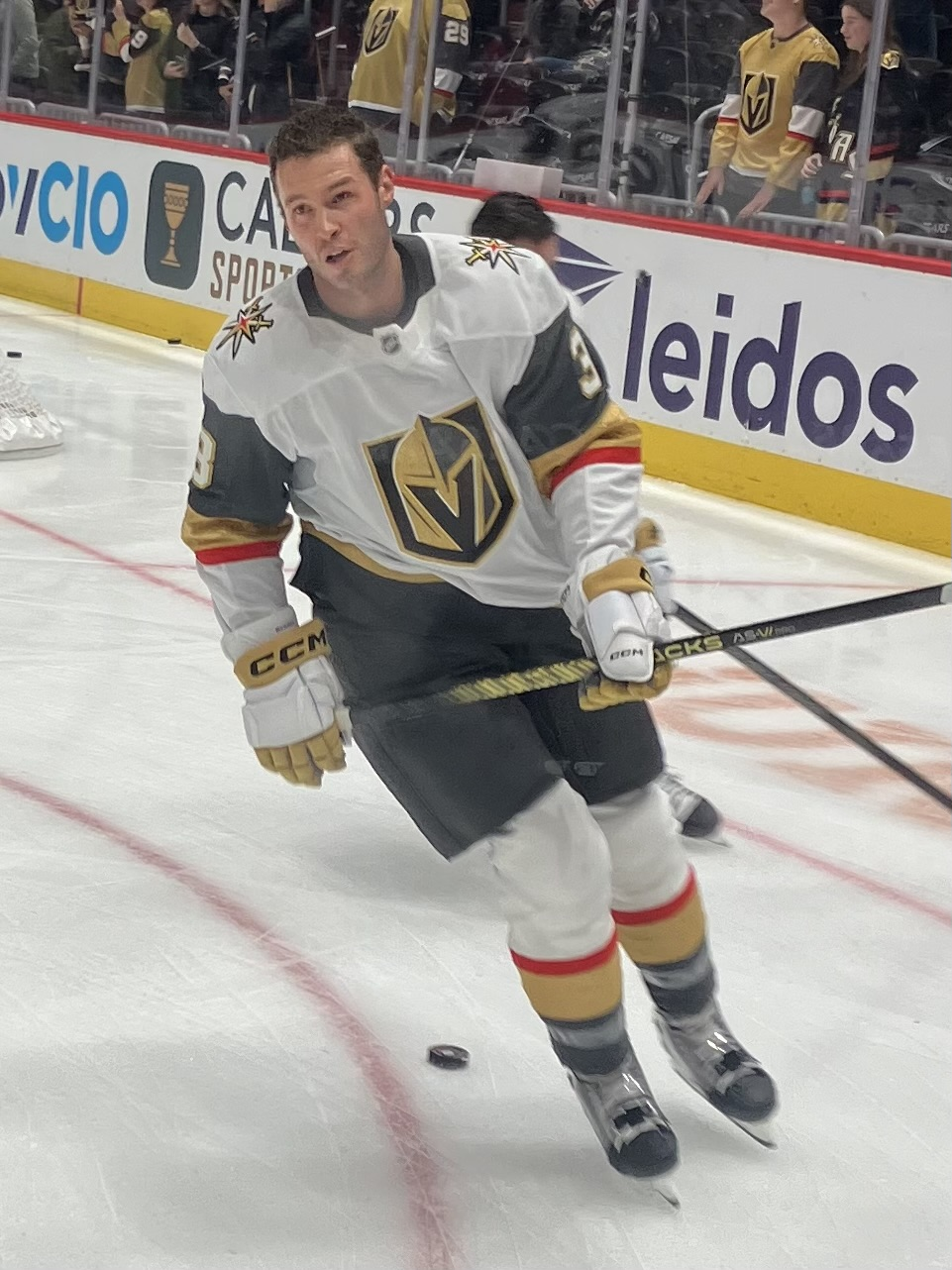
Brayden McNabb
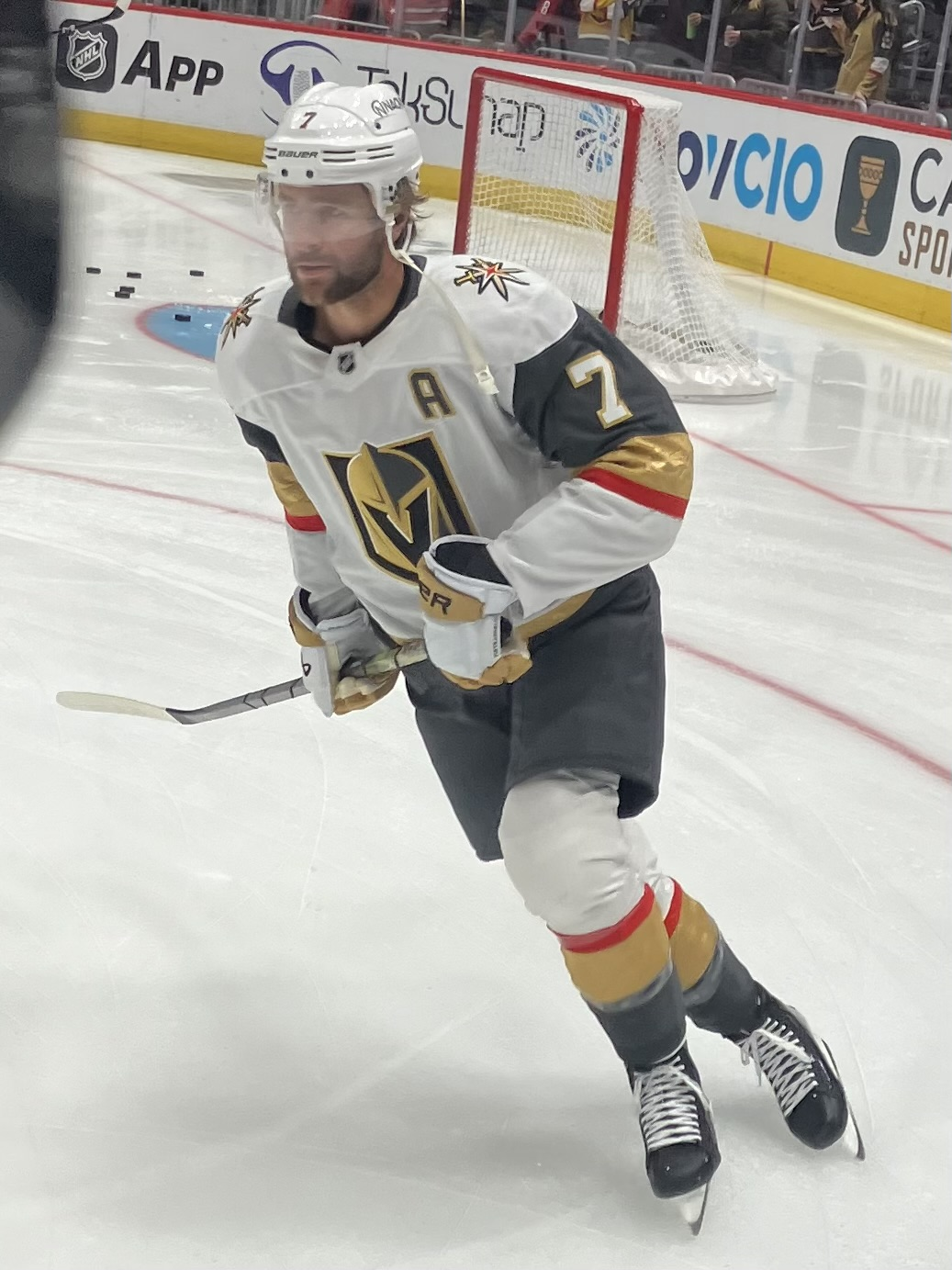
Alex Pietrangelo
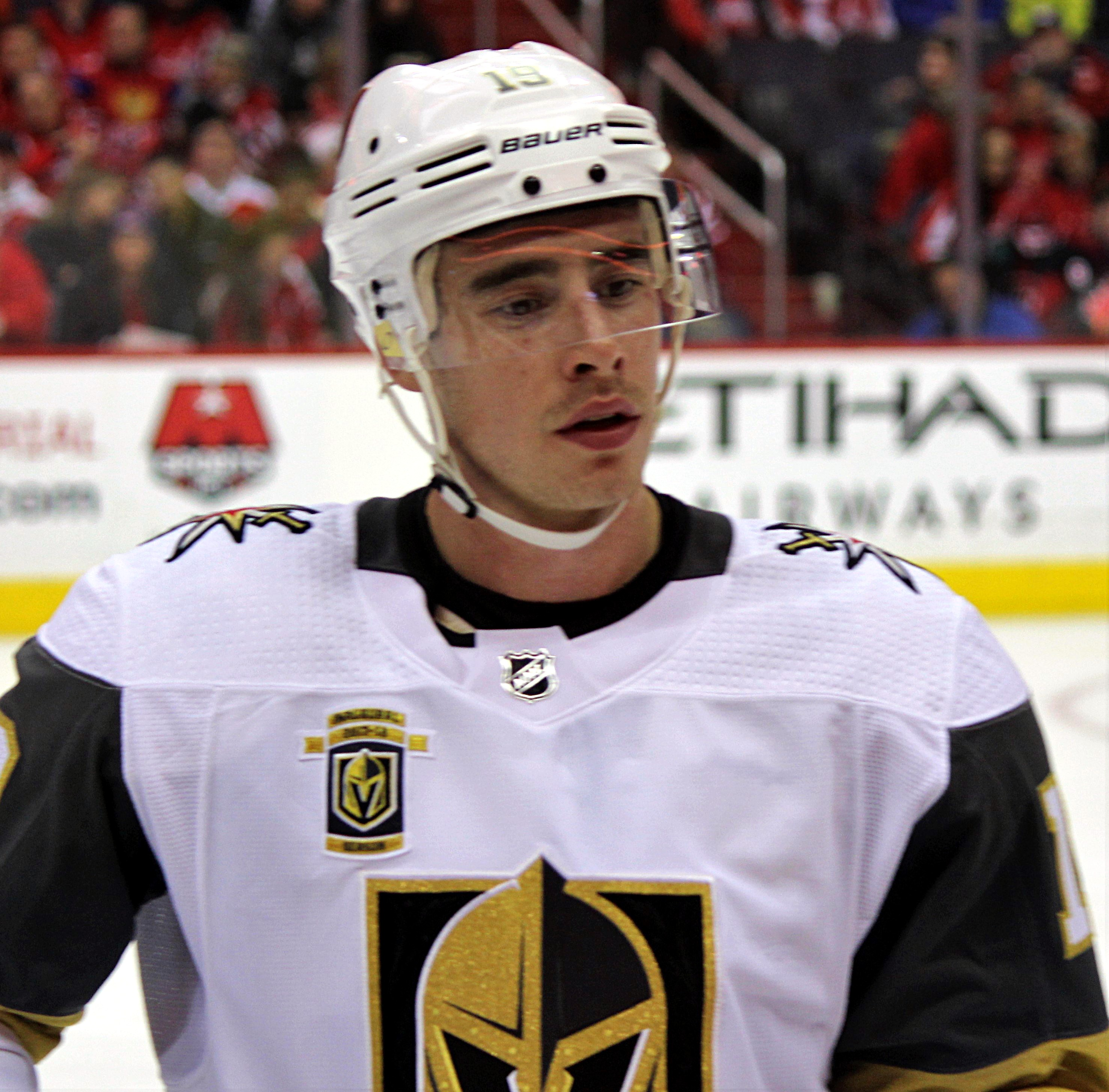
Reilly Smith
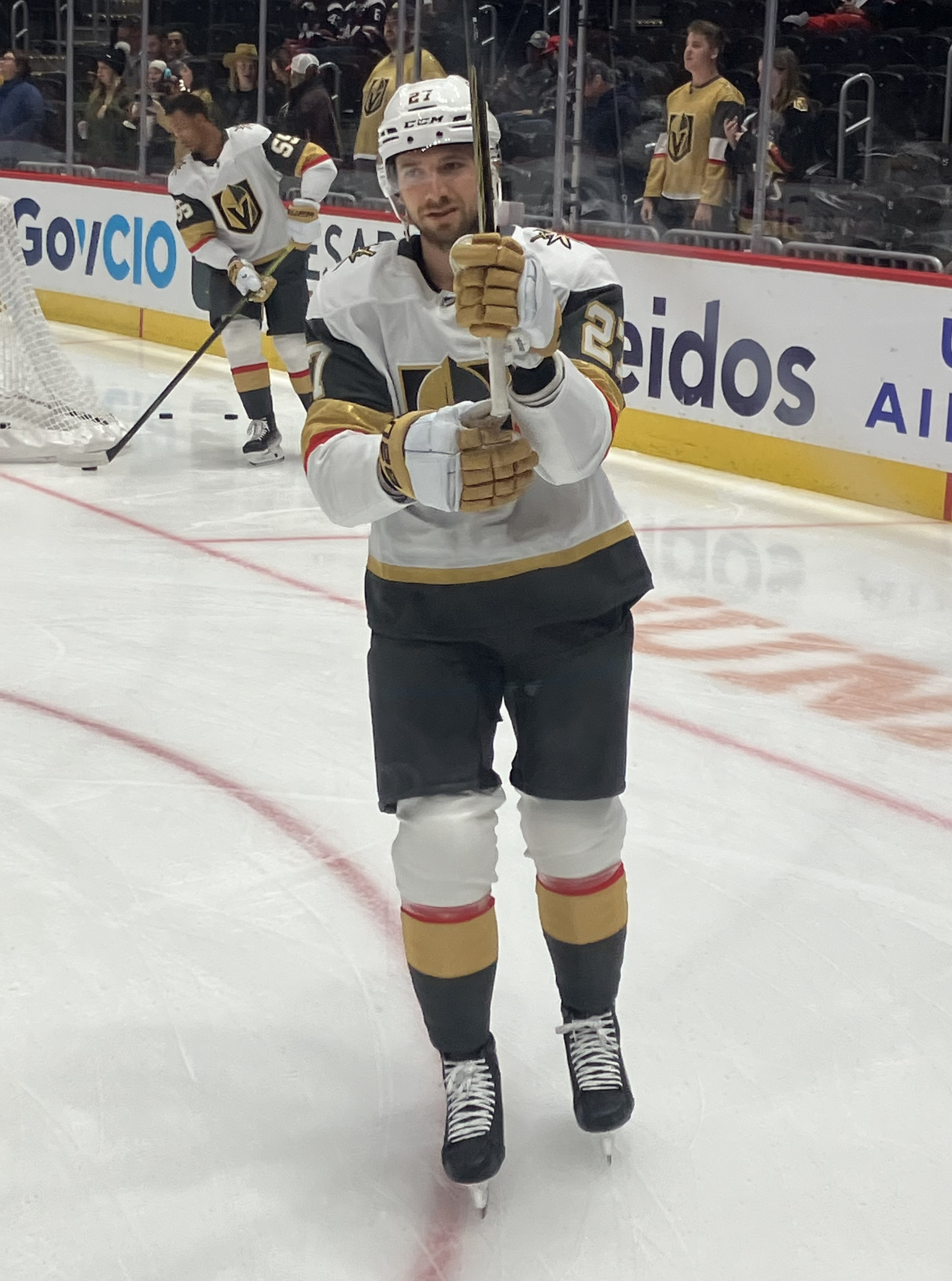
Shea Theodore
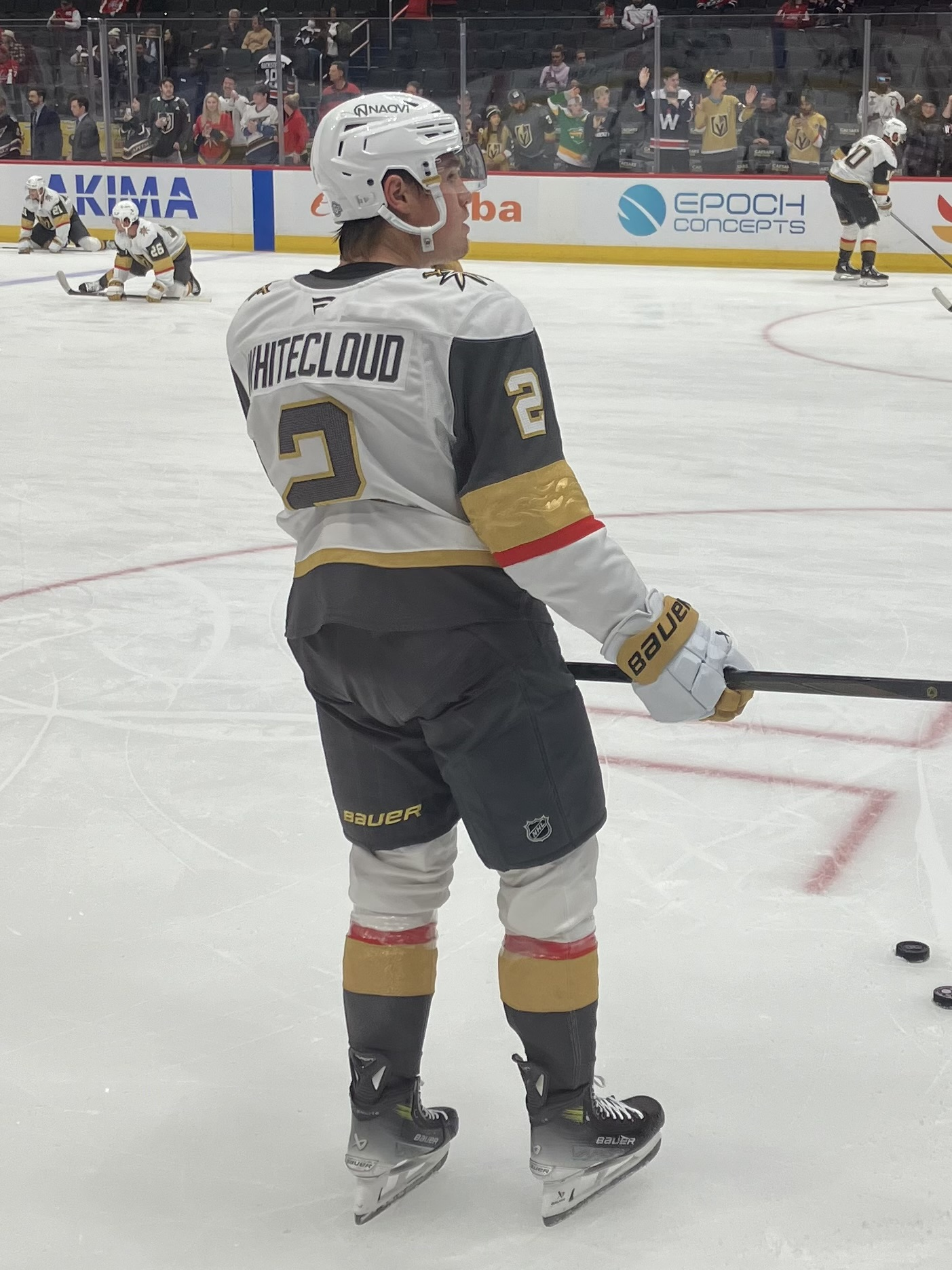
Zach Whitecloud

## Organisationen
Huvudkontoret

Black Knight Sports and Entertainment, LLC

10801 W Charleston Blvd

Las Vegas, NV 89135

Träningsanläggningen

City National Arena

1550 S Pavilion Center Dr

Las Vegas, NV 89135

Hemmaarenan

T-Mobile Arena

3780 South Las Vegas Blvd

Las Vegas, NV 89158

### Ledningen
Uppdaterat: 15 juni 2022
| Yrkestitel                             | Namn                                       |
| -------------------------------------- | ------------------------------------------ |
| Ägare                                  | Black Knight Sports and Entertainment, LLC |
| Ordförande                             | Bill Foley                                 |
| President för affärsverksamheten       | Kerry Bubolz                               |
| President för ishockeyverksamheten     | George McPhee                              |
| General manager                        | Kelly McCrimmon                            |
| Chef för spelarpersonalen              | Vaughn Karpan                              |
| Assisterande chef för spelarpersonalen | Bob Lowes                                  |
| Chef för spelarutveckling              | Wil Nichol                                 |

### Lagledningen

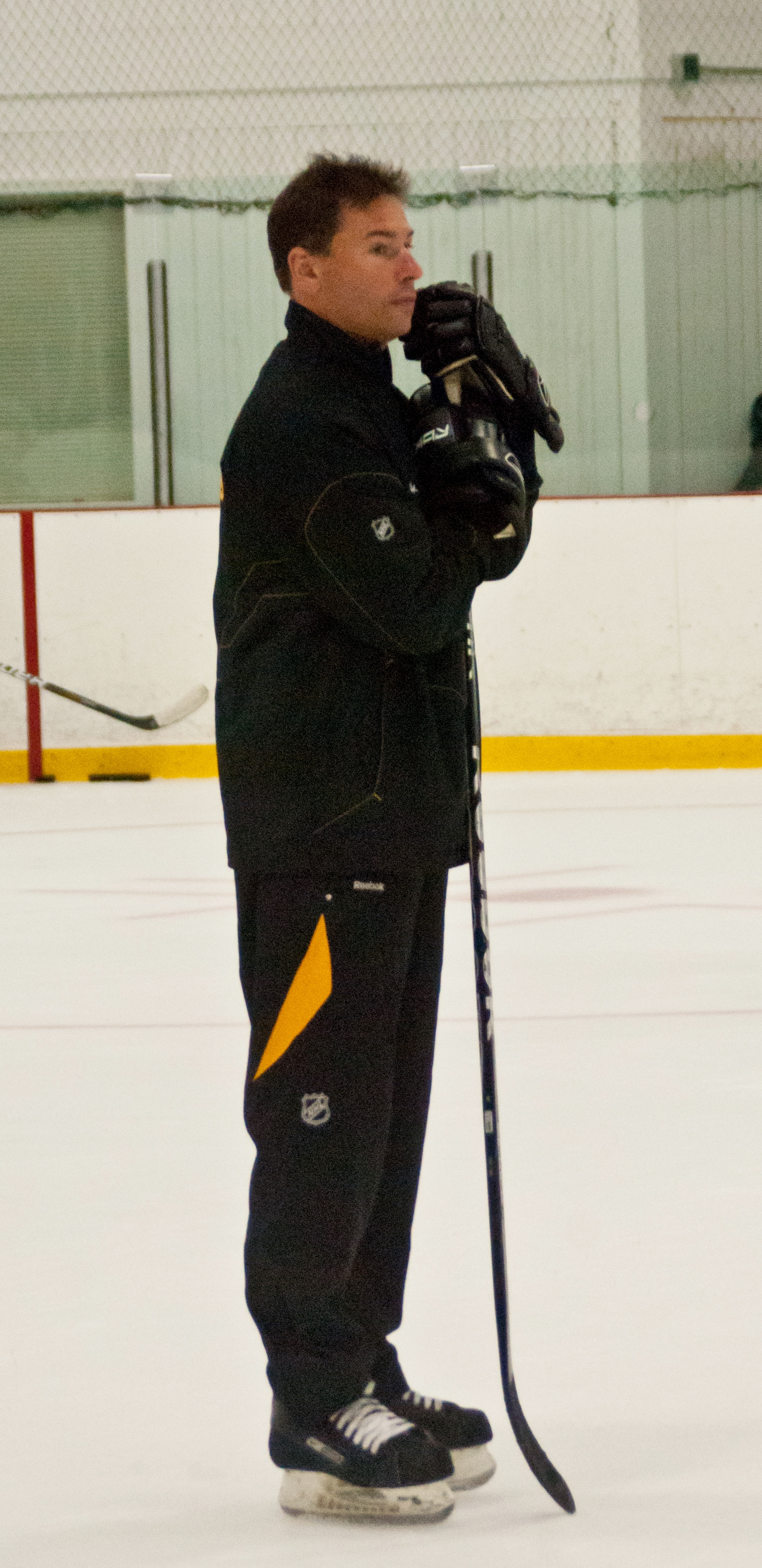
Bruce Cassidy.

Uppdaterat: 15 juni 2022
| Yrkestitel           | Namn          |
| -------------------- | ------------- |
| Tränare              | Bruce Cassidy |
| Assisterande tränare | Ryan Craig    |
|                      | Misha Donskov |
| Målvaktstränare      | Mike Rosati   |
| Videotränare         | Dave Rogowski |

### Scoutverksamheten
Uppdaterat: 15 juni 2022

| Yrkestitel                        | Namn               |
| --------------------------------- | ------------------ |
| NHL-scouter                       | Kelly Kisio        |
|                                   | Jim McKenzie       |
|                                   | Vince Williams     |
| Chef för amatörscouting           | Scott Luce         |
| Amatörscouter                     | Bruno Campese      |
|                                   | Erin Ginnell       |
|                                   | Kent Hawley        |
|                                   | Keith Hendrickson  |
|                                   | Brad McEwen        |
|                                   | Raphaël Pouliot    |
| Chef för europeisk talangscouting | Vojtěch Kučera     |
| Europascouter                     | Peter Ahola        |
|                                   | Oleksandr Hodynjuk |
|                                   | Anders Johansson   |

### Samarbetspartners
| Primära samarbetspartners - Chicago Wolves (AHL), 2017–2020 - Henderson Silver Knights (AHL), 2020– | Sekundära samarbetspartners - Quad City Mallards (ECHL), 2017–2018 - Fort Wayne Komets (ECHL), 2018– |

## Utmärkelser

### Pensionerade nummer
Vegas har inte pensionerat något nummer för att hedra någon spelare, dock har de pensionerat nummer 58 för att hedra de 58 personer som dog i masskjutningen i Las Vegas 2017. Även nummer 99 är pensionerat av själva ligan.  
- #58 För att hedra offren i masskjutningen i Las Vegas
- #99 Wayne Gretzky, (NHL)

### Hall of Fame

#### Spelare
| Inga spelare har blivit invalda i Hockey Hall of Fame. |

#### Ledare
| Inga ledare har blivit invalda i Hockey Hall of Fame. |

### Troféer
| Stanley Cup (1) - 2022-2023 Clarence S. Campbell Bowl (2) - 2017–2018 2022-2023 Pacific Division (2) - 2017–2018, 2019–2020 Jack Adams Award (1) - Gerard Gallant: 2017–2018 | Lady Byng Memorial Trophy (1) - William Karlsson: 2017–2018 Mark Messier Leadership Award (1) - Deryk Engelland: 2017–2018 NHL General Manager of the Year Award (1) - George McPhee: 2017–2018 Vezina Trophy (1) - Marc-André Fleury: 2020–2021 William M. Jennings Trophy (1) - Marc-André Fleury och Robin Lehner: 2020–2021 |

Conn Smythe Trophy
(1) 
- Jonathan Marchessault: 2022-2023

## Ägare
Det är Black Knights Sports and Entertainment, LLC som står som officiell ägare för ishockeyorganisationen och ägs av majoritetsägaren Bill Foley samt minoritetsägarna bröderna Gavin och Joe Maloof.
| - Bill Foley, Gavin Maloof & Joe Maloof, 2016– |

## General manager
Källa: 
| - George McPhee, 2016–2019 | - Kelly McCrimmon, 2019– |

## Tränare
Källa: 
| - Gerard Gallant, 2017–2020 - Peter DeBoer, 2020–2022 | - Bruce Cassidy, 2022– |

## Lagkaptener
Källa: 
| - Mark Stone, 2021– |

## Svenska spelare
| Målvakter    | Målvakter | Målvakter | Målvakter | Målvakter | Målvakter | Målvakter  | Målvakter | Målvakter | Målvakter | Målvakter | Målvakter | Målvakter | Målvakter  | Målvakter | Målvakter | Målvakter | Målvakter | Målvakter   |
| Spelare      | #         | Från      | Till      | Matcher¹  | Vinster¹  | Förluster¹ | Övertid¹  | GAA¹      | SVS%¹     | Nollor¹   | Matcher²  | Vinster²  | Förluster² | Övertid²  | GAA²      | SVS%²     | Nollor²   | Stanley Cup |
| ------------ | --------- | --------- | --------- | --------- | --------- | ---------- | --------- | --------- | --------- | --------- | --------- | --------- | ---------- | --------- | --------- | --------- | --------- | ----------- |
| Robin Lehner | 90        | 2019      |           |           |           |            |           |           |           |           |           |           |            |           |           |           |           |             |
| Oscar Dansk  | 35        | 2017      | 2021      | 6         | 4         | 1          | 0         | 3,10      | .906      | 0         | 0         | 0         | 0          | 0         | 0         | 0         | 0         | 0           |

| William Karlsson | Center  | 71 | A | 2017 |      | 0  | 0  | 0  | 0  |
| Mattias Janmark  | Center  | 26 |   | 2020 | 2022 | 82 | 10 | 20 | 30 |
| Oscar Lindberg   | Center  | 24 |   | 2017 | 2019 | 98 | 13 | 10 | 23 |
| Victor Olofsson  | Forward | 95 |   | 2024 |      | 0  | 0  | 0  | 0  |
| Alexander Holtz  | Forward | 26 |   | 2024 |      | 0  | 0  | 0  | 0  |

## Första draftval
Källa: 
| År   | Spelare                                               | Pos.                                                  | NHL-lag                                               | NHL-karriär                                           |                                                       |
| ---- | ----------------------------------------------------- | ----------------------------------------------------- | ----------------------------------------------------- | ----------------------------------------------------- | ----------------------------------------------------- |
| 2017 | Cody Glass                                            | C                                                     | Golden Knights, Predators                             | 2019–                                                 | Vald som nummer sex.                                  |
| 2017 | Nick Suzuki                                           | C                                                     | Canadiens                                             | 2019–                                                 | Vald som nummer 13.                                   |
| 2017 | Erik Brännström                                       | B                                                     | Senators                                              | 2018–                                                 | Vald som nummer 15.                                   |
| 2018 | Golden Knights hade inget draftval i första omgången. | Golden Knights hade inget draftval i första omgången. | Golden Knights hade inget draftval i första omgången. | Golden Knights hade inget draftval i första omgången. | Golden Knights hade inget draftval i första omgången. |
| 2019 | Peyton Krebs                                          | C                                                     | Golden Knights, Sabres                                | 2020–                                                 | Vald som nummer 17.                                   |
| 2020 | Brendan Brisson                                       | C                                                     | (Har ännu inte spelat i NHL.)                         | (Har ännu inte spelat i NHL.)                         | Vald som nummer 29.                                   |
| 2021 | Zach Dean                                             | C                                                     | (Har ännu inte spelat i NHL.)                         | (Har ännu inte spelat i NHL.)                         | Vald som nummer 30.                                   |